# Selenicereus anthonyanus
Selenicereus anthonyanus är en kaktusväxtart som först beskrevs av Alexander, och fick sitt nu gällande namn av David Richard Hunt. Selenicereus anthonyanus ingår i släktet Selenicereus och familjen kaktusväxter. Inga underarter finns listade i Catalogue of Life.

## Bildgalleri

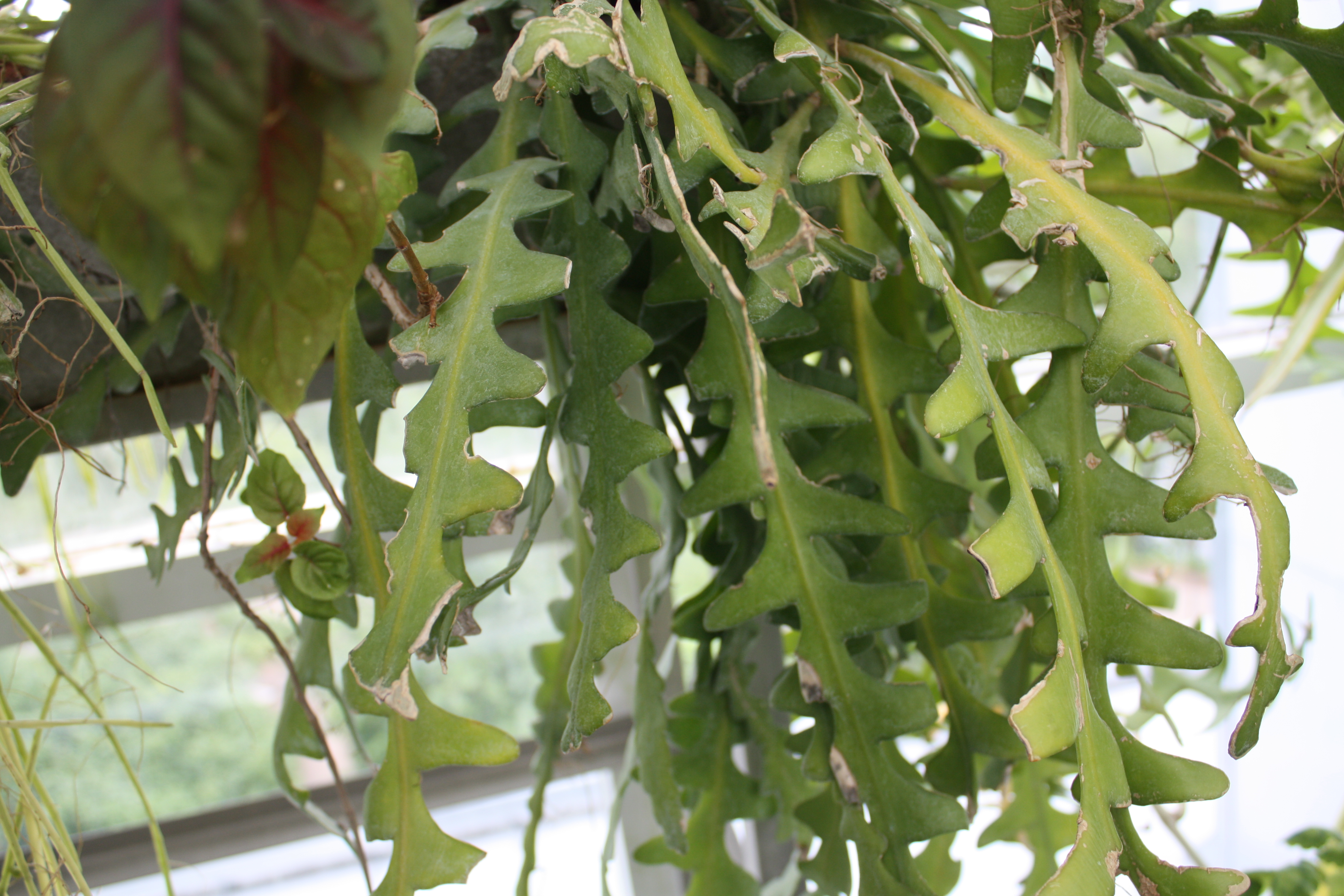
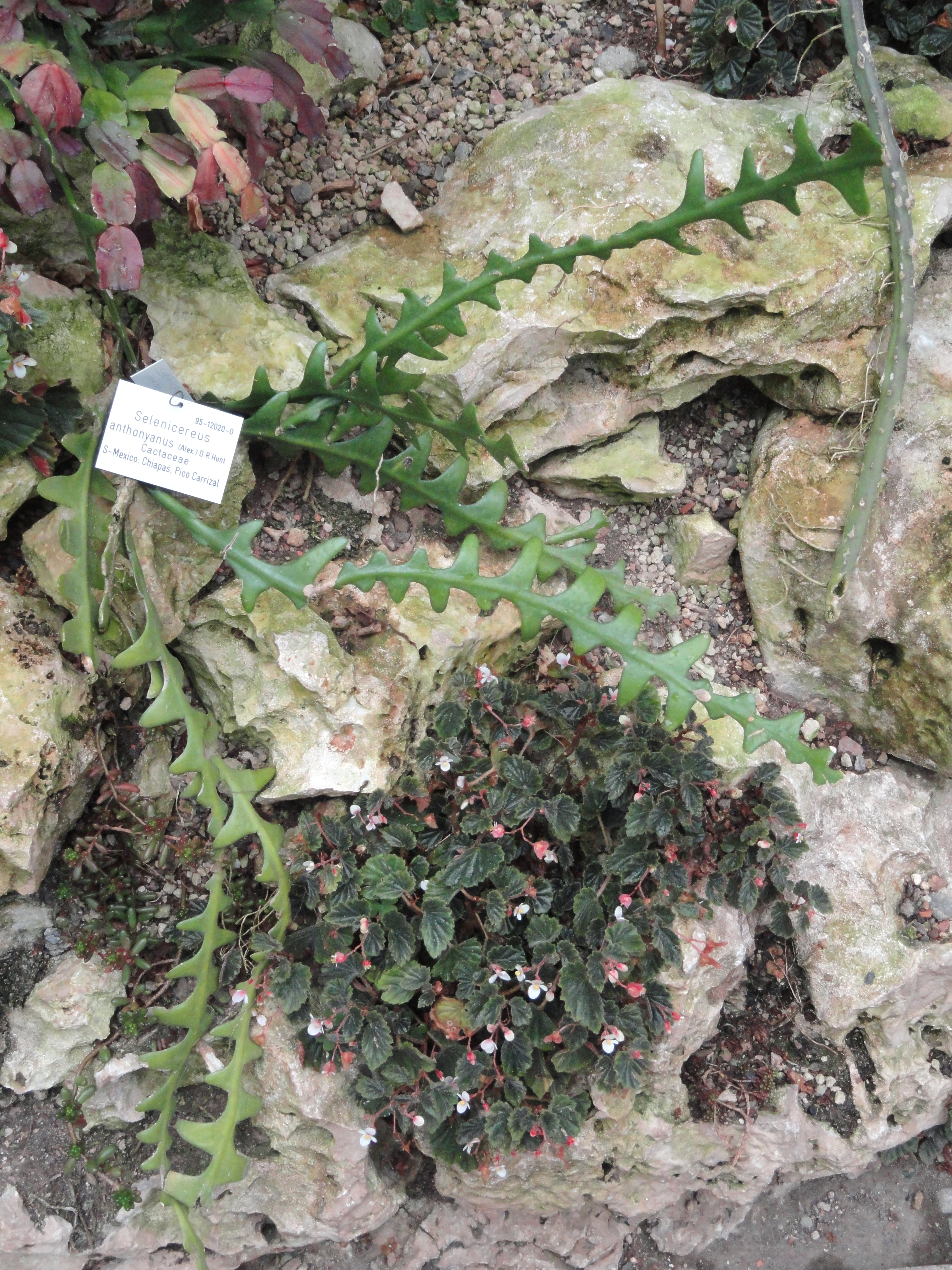
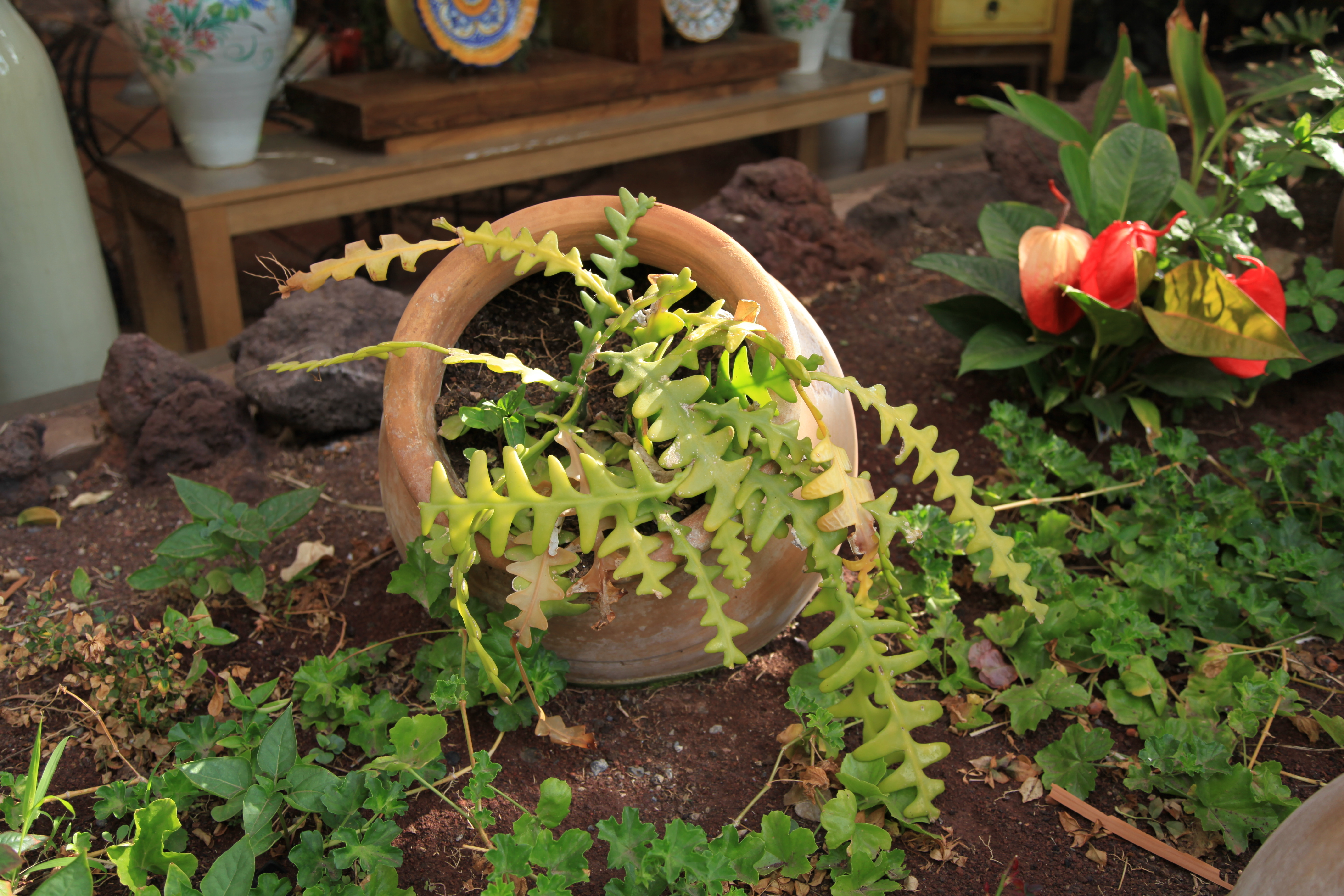
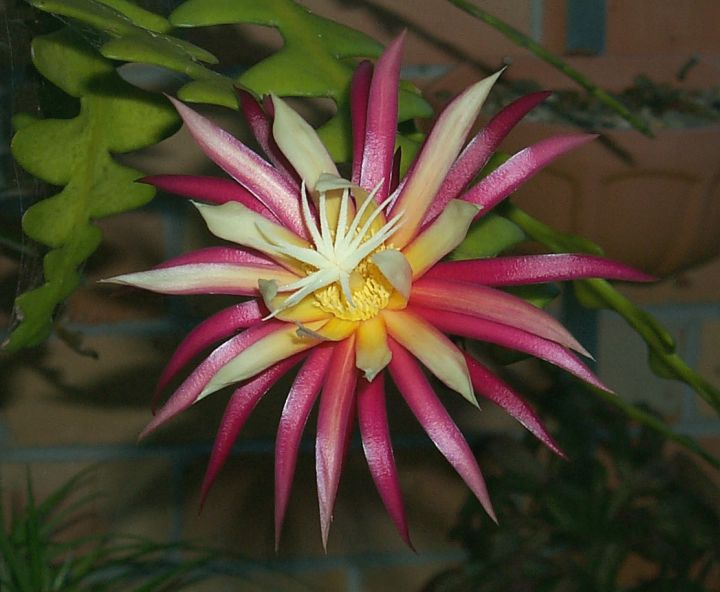
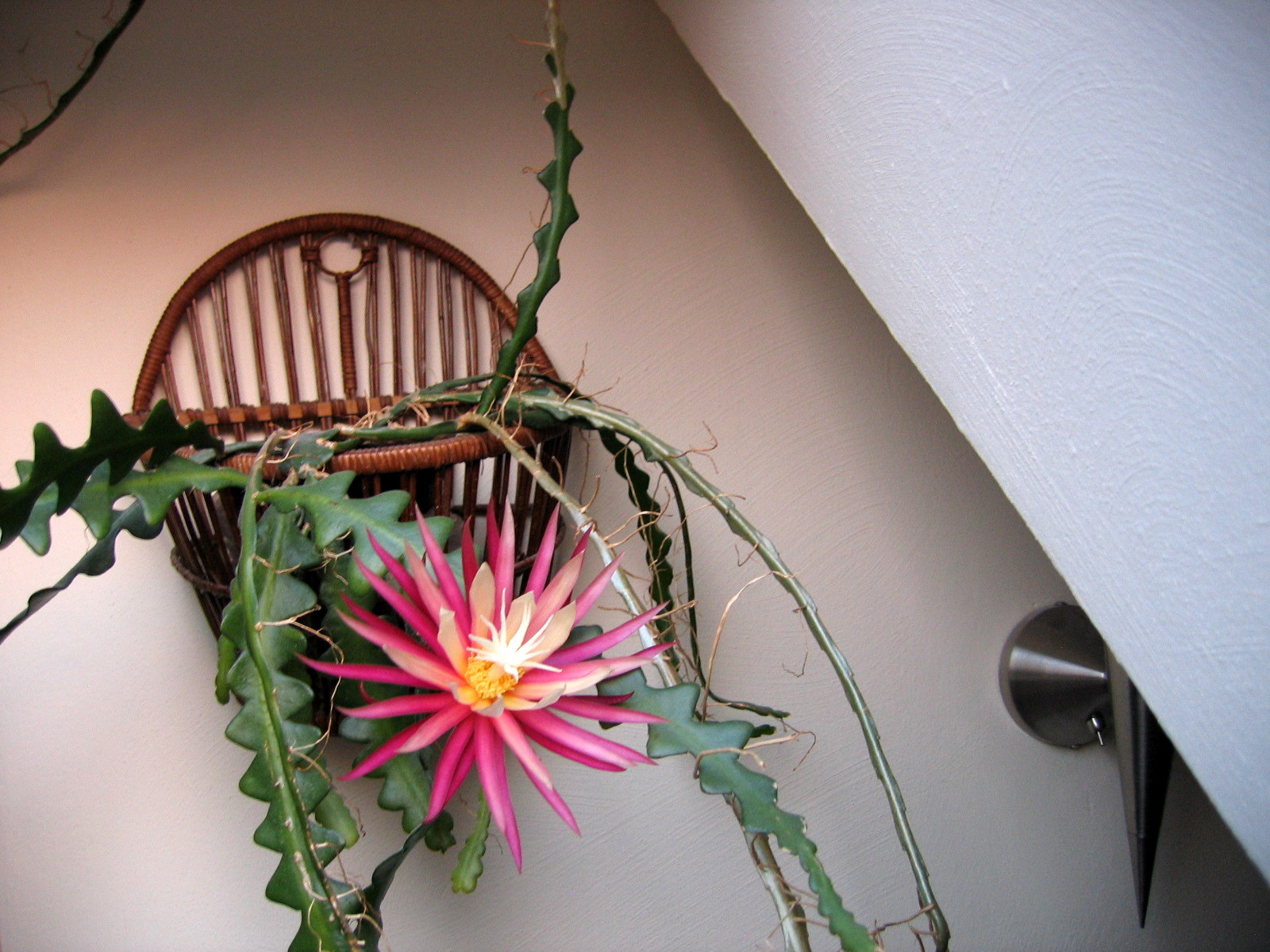
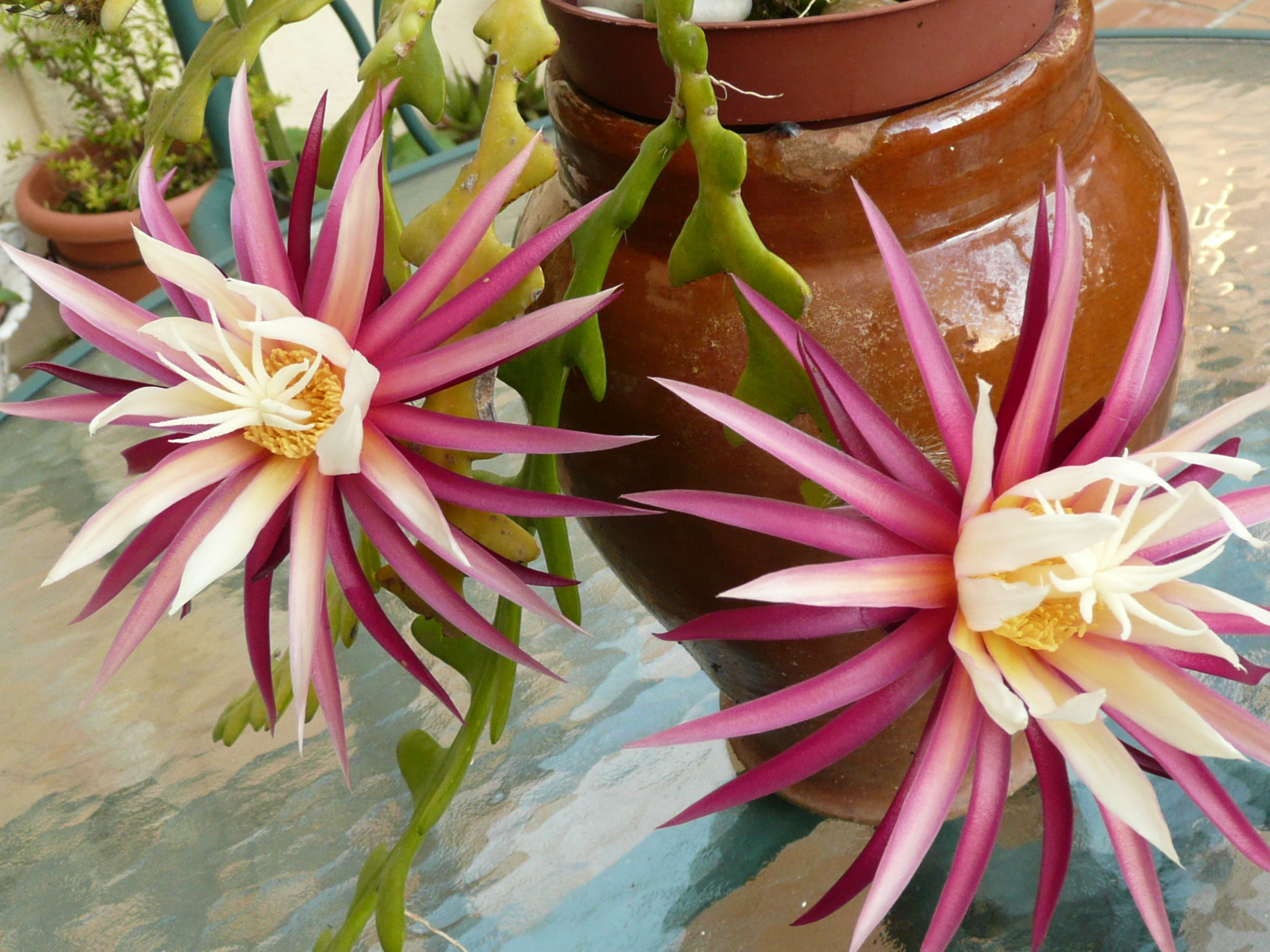